# Бадэ
Бадэ́ (кит. 八德, пиньинь Bādé) — район города Таоюань.

## История
Во времена японского владычества в 1920 году на Тайване была проведена реформа административного деления, в рамках которой восемь деревень были объединены в посёлок Бадэ. После возвращения Тайваня Китаю и административной реформы 1950 года посёлок вошёл в состав уезда Таоюань. 1 января 1995 года в связи с тем, что численность его населения превысила 150 тысяч человек, посёлок был преобразован в город уездного подчинения. 25 декабря 2014 года уезд Таоюань был преобразован в город центрального подчинения, а Бадэ стал районом в его составе.